# João de Abranches
João Vaz de Almada, depois João de Abranches (1433 - d. 27 de Agosto de 1501), após ter perdido os seus bens e de seu pai para a Coroa Portuguesa, foi lutar para o Reino de Aragão, onde obteve os títulos de 1.º Conde de Oliva, 1.º Barão de Molins de Rey  e 1.º Barão de San Vicente de Labuerda ou São Vicente de Horts.
O investigador Giuseppe Grilli deduziu que uma das míticas personagens mais importantes do romance épico e cavalheiresco Tirant lo Blanch, lá referida como Visconde Branches, seria uma mistura da representação de D. Álvaro Vaz de Almada, Conde de Abranches, e este seu filho.

## Biografia
Chamava-se D. João Vaz de Almada como o avô paterno, mas mudou o nome para D. João de Abranches em 1445, teria 12 anos, quando seu pai teve o título de 1.º Conde de Avranches.
Depois de ter combatido ao lado do seu falecido pai na Batalha de Alfarrobeira, que perderam apesar terem lutado como bravos, fugiu para Castela, onde viveu exilado, e decidiu seguir D. Pedro de Coimbra, Condestável de Portugal, Infante de Portugal, Rei de Aragão, filho de D. Pedro de Portugal, 1.º Duque de Coimbra, e de sua mulher D. Isabel de Urgel, Duquesa de Coimbra, e o qual sempre tinha servido, na conquista do trono de Aragão aos "Trastâmara". Aí terá obtido da sua parte os referidos títulos e, a 5 de Setembro de 1464 foi designado Governador das vilas de San Baudilio de Llobregat e de San Vicente dels Horts.
Em 1465 Francisco Sforza, duque de Milão, autorizava que se fizesse um duelo em Mântua entre o D. João e o cavaleiro navarro Juan de Beaummont, filho bastardo de Juan de Beamont, em consequência de uma série de cartas em defesa e ataque de ultrajes, trocadas entre ambos, escritas em Barcelona no ano anterior. 
Regressa a Portugal no reinado de D. Manuel I, onde há registos de que o fez do seu Conselho.
A 10 de Fevereiro de 1497, D. João de Abranches, do Conselho do Rei, teve uma tença de 30.000 reais, ficando Mécia da Cunha, sua mulher, com o direito de a receber após a sua morte.
A 27 de Agosto de 1501, D. Mécia, mulher de D. João de Abranches, teve confirmação do concerto feito pela infante madre d'el rei, a fim de resolver algumas diferenças que entre ambos havia. Assim, ficariam a D. Mécia, em sua vida, dois padrões: um de 30.000 reais que tinha D. João em sua vida e que, por seu falecimento, ficariam a D. Mécia, e outro de 25.000 reais que aprouve a D. João. E na fazenda dar-lhe-iam apenas as cartas, porque os padrões ela os tinha de sua mão.

## Dados genealógicos
Filho de:  D. Álvaro Vaz de Almada, 1.º Conde de Avranches, e de sua mulher D. Isabel da Cunha, filha do 3.º Senhor de Pombeiro.
Casado primeira vez, em Outubro de 1484, com: Leonor Roget, irmã de Hugo Roget, Conde de Pallas, Condestável de Aragão (Hug Roger III de Pallars Sobirà, filho de Arnau Roger IV de Pallars Sobirà), sem geração.
Casado segunda vez c. 1489 com: Mécia da Cunha (c. 1460 - d. 26 de Junho de 1534), filha de Vasco da Cunha (c. 1401 - a. 1475), fidalgo da Casa Real, que com a sua mulher Maria Rodrigues, criada e donzela da Rainha, recebeu a 15 de Abril de 1451 mercê régia de uma tença anual de 20.000 reais de prata, até perfazer 2.000 coroas de bom ouro do cunho do rei de França, que lhe foram dadas por dote de casamento, teve mercê da barca de Muge e das Escrivaninhas das Comunas das Judiarias do Reino de Portugal e a Lezíria de Vila Franca de Xira, sendo que, por morte de Vasco da Cunha, sua mulher receberá 1.500 coroas do dito ouro, substituídas por uma tença anual de 15.000 reais brancos, sendo esta quantia extensiva aos herdeiros no caso de morte de ambos, e de sua mulher Maria Rodrigues, criada e donzela da Rainha D. Leonor.
Tiveram: D. Álvaro de Abranches, Governador de Azamor ao serviço de D. Manuel I.